# Środa Wielkopolska
Środa Wielkopolska este un oraș în Polonia.